# 28201 Lifubin
28201 Lifubin este un asteroid din centura principală de asteroizi.

## Descriere
28201 Lifubin este un asteroid din centura principală de asteroizi. A fost descoperit pe 14 decembrie 1998 la Socorro, New Mexico, în cadrul proiectului LINEAR. Asteroidul prezintă o orbită caracterizată de o semiaxă mare de 2,28 ua, o excentricitate de 0,14 și o înclinație de 6,8° în raport cu ecliptica.